# Hexenturm (Kaufbeuren)

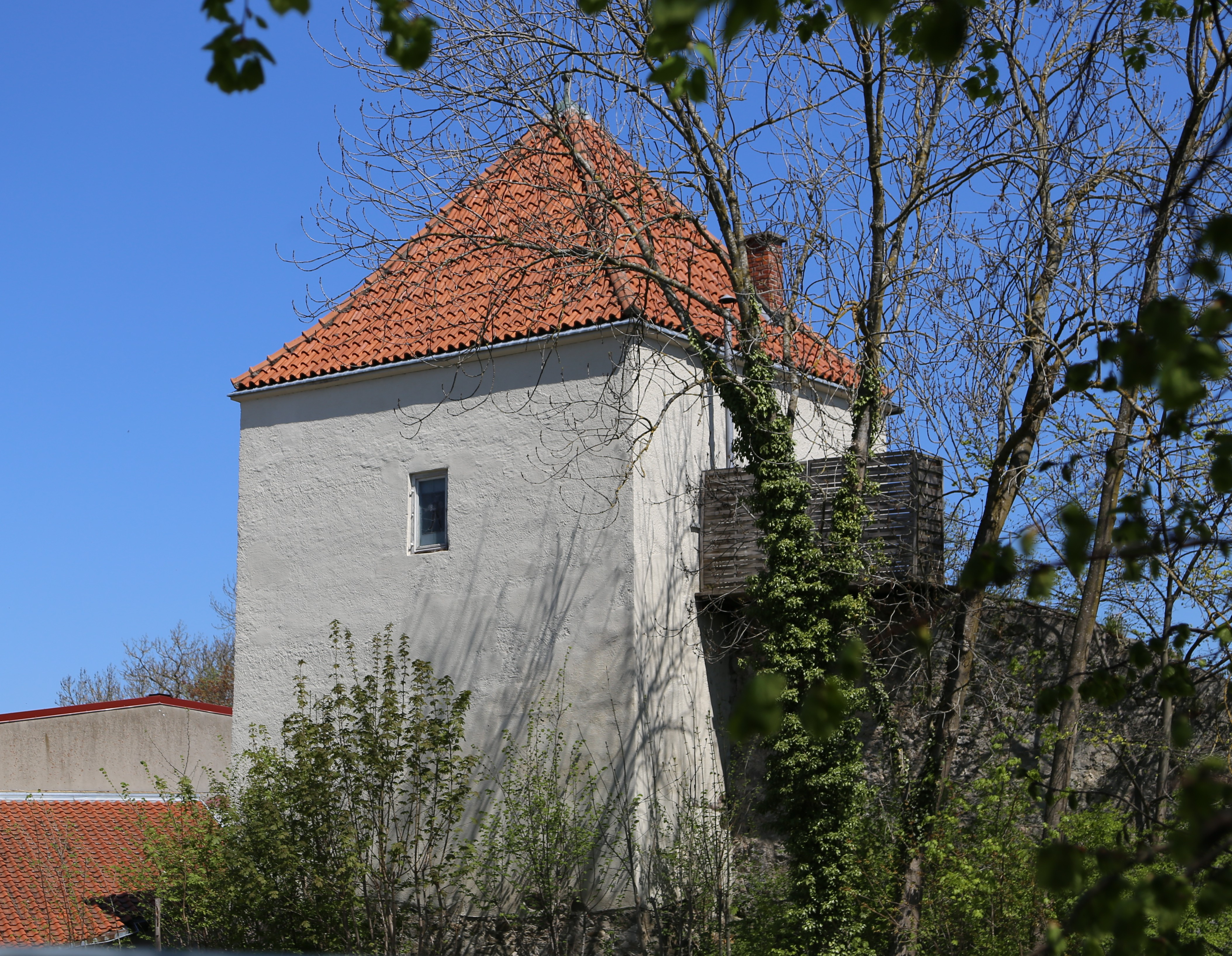
Der Hexenturm in Kaufbeuren

Der Hexenturm in  Kaufbeuren ist ein Wehrturm der historischen Stadtmauer.

## Der Turm
Der Turm wurde im Zuge der Verstärkung der Stadtmauer um 1420 erbaut. Der Hexenturm, eigentlich Spießturm, steht an der Südwestecke der Stadt. Er diente wiederholt als Strafturm, als auch später zur Aufbewahrung der von Waffen, wie Armbrust oder Schießscheiben. Es ist nicht gesichert, wird aber angenommen, dass der Hexenturm aber der Hexerei verdächtigte Frauen beherbergte. Es gab in Kaufbeuren jedoch Hexenprozesse und 1591 wurden dort zehn Frauen als Hexen verbrannt. Der Turm war ursprünglich ein Stockwerk höher und steht unter Denkmalschutz. Der Turm ist ein niedriger, vierseitiger Turmstumpf mit Zeltdach.

## Sage
Der Sage hatten die Hexen früher dort ihren Versammlungsplatz, wo sie bis zum Morgen tanzten. Dabei ertönte vom Turme laute und schöne Musik, die man bis nach Oberbeuren zu hören war.